# Аварийно кацане
„Аварийно кацане“ е български телевизионен игрален филм (драма) от 2010 година на режисьорите Кристина Грозева и Петър Вълчанов, по сценарий на Мария Станкова и Васил Барков. Оператор е Александър Станишев. Музиката във филма е композирана от Христо Намлиев. Художникци Ванина Гелева и Виктор Андреев.

## Актьорски състав
- Тодор Танчев – Сандо
- Стефан Денолюбов – Аспарух Димитров - „Пухи“
- Христофор Недков – Антон
- Елен Колева – Катето
- Иванка Братоева – Паца
- Ана Вълчанова – зъболекарката
- Илка Зафирова – розовата вдовица
- Димитър Мартинов – 1-ви полицай
- Петко Каменов – 2-ри полицай
- Грета Великова – магазинерка
- Коста Буров – наемник

## Награди
- Награда за най-добър телевизионен филм, 29-и фестивал на българското игрално кино „Златна роза“, Варна 2010

## Визитка
4 февруари 2011, петък, от 21:45ч. БНТ 1 излъчва българския филм „Аварийно кацане“. Това е и неговата първа телевизионна премиера в българския ефир.
„Аварийно кацане“ е копродукция на БНТ и разказва историята на трима мъже, приятели от детски години, които се срещат след дълга раздяла. Всеки от тях е извървял своя път в живота – един е осъществил детската си мечта да стане пилот, друг, не толкова успял, защото не е могъл да стане пилот, е напът да пропадне, трети се е ориентирал към политическа кариера на местно ниво. Срещата ги връща назад в годините, когато двама от тях са били влюбени в едно момиче и са мечтаели да станат пилоти. Припомняйки си миналото, в днешния ден те се отправят по следите на една изгубена любов, на една изгубена мечта и на едно изгубено приятелство.
Режисьори на филма са Кристина Грозева и Петър Вълчанов, а главните роли се изпълняват от Тодор Танчев, Стефан Денолюбов, Христофор Недков, Елен Колева и др.
Всички те са специални гости в студиото на предаването „Полет над нощта“, в същата вечер малко след филма. Зрителите на БНТ1 имат възможността да задават своите въпроси към гостите в студиото, посредством жива телефонна връзка.
Сценаристи на „Аварийно кацане“ са Мария Станкова и Васил Барков, оператор – Александър Станишев, музика – Христо Намлиев.
Филмът е отличен с Награда за най-добър телевизионен филм на 29-и Фестивал на българското игрално кино „Златна роза“, Варна 2010 г.
Публикувано от Веселин Марков, Източник СЛАВА.